# Saint-Caprais-de-Blaye
Saint-Caprais-de-Blaye är en kommun i departementet Gironde i regionen Nouvelle-Aquitaine i sydvästra Frankrike. Kommunen ligger i kantonen Saint-Ciers-sur-Gironde som tillhör arrondissementet Blaye. År 2018 hade Saint-Caprais-de-Blaye 622 invånare.

## Befolkningsutveckling
Antalet invånare i kommunen Saint-Caprais-de-Blaye
Referens:INSEE